# لوك غراهام (سياسي)
لوك غراهام (بالإنجليزية: Luke Graham)‏ هو سياسي بريطاني، ولد في 1985. نشط حزبياً في حزب المحافظين. في الانتخابات التشريعية البريطانية 2017، انتخب عضو برلمان المملكة المتحدة الـ57 عن دائرة أوتشل وبيرثشير الجنوبية وقد انضم خلال فترته النيابية ‏ (8 يونيو 2017 – ) للكتلة البرلمانية حزب المحافظين.